# Anatolio Salinas
Anatolio Salinas Navarro (Teno, 7 de julio de 1917 - Santiago de Chile, 15 de mayo de 1998) fue un profesor y político chileno, militante de la Falange Nacional y posteriormente del Partido Demócrata Cristiano de Chile, quien ejerció como diputado por la antigua provincia de Colchagua en el periodo 1969-1973. Se desempeñó, además, como gobernador del departamento de Santa Cruz en 1964.

## Biografía
Nació en Teno el 7 de julio de 1917. Hijo de Manuel Jesús Salinas Ramírez y Carmen Rita Navarro Contreras. 
Realizó sus estudios primarios y secundarios en el Instituto San Martín de Curicó y en el Instituto O'Higgins de Rancagua. Finalizada su etapa escolar, ingresó a la Pontificia Universidad Católica de Chile, donde llegó sólo al primer año de la carrera de ingeniería debido a la falta de recursos para poder continuar. Más adelante se inscribió en la Escuela Normal José Abelardo Núñez donde se tituló de profesor normalista en 1946. Posteriormente participó en un curso de educación de adultos en la Universidad de Chile y otro de director en la misma Escuela Normal donde estudió. 
Tras egresar, ejerció en la Escuela Rinconada de Navarro en Chépica entre 1946 y 1949, y fue director de las escuelas de Agua Buena, Mixta N.°22 y de Adultos N.°5 de San Fernando.  Fundador del Club deportivo "Agua Buena" en 1939. 
En San Fernando desarrolló funciones periodísticas en diversos diarios, entre ellos La Región, y fundó el periódico Patria Nueva de Santa Cruz. 
Casado con Judith Caviedes Medina, tuvo tres hijos: Ruth Ximena, Carmen Paz y Manuel Francisco.
Falleció en Santiago de Chile, el 15 de mayo de 1998.

## Carrera política
Inició sus actividades políticas en 1939 al ingresar a la Falange Nacional. En forma paralela, participó en la Juventud Obrera Católica (J.O.C), en la Juventud Agraria Católica (J.A.C) y en la A.S.I.CH Campesina de Colchagua. En 1941, fue el fundador del Comité de Progreso, entidad con personería jurídica que posiblemente fue la primera Junta de Vecinos. 
Formó parte de la Unión de Profesores de Chile, asumiendo la dirigencia del gremio. 
Pasó a integrar el Partido Demócrata Cristiano de Chile, donde ocupó los cargos de vicepresidente provincial de Colchagua en 1951; presidente en 1952; presidente comunal de San Fernando en 1957; miembro del Tribunal Provincial de Disciplina en Colchagua en 1961; y consejero provincial de la misma ciudad en 1963. 
En 1964 fue nombrado gobernador del departamento de Santa Cruz por el presidente Eduardo Frei Montalva.
En 1969 fue elegido Diputado por la 10.ª agrupación departamental de San Fernando y Santa Cruz (Chimbarongo, San Fernando, Chépica, La Estrella, Litueche, Lolol, Marchigüe, Nancagua, Palmilla, Paredones, Peralillo, Pichilemu, Placilla, Pumanque y Santa Cruz), período 1969 a 1973. Perteneció a las Comisiones de Agricultura y Colonización; y de Salud Pública. Su perfil legislativo se centra en áreas como educación, proceso de reforma agraria, seguridad ciudadana, la industria, el deporte, la sindicalización. 
Presentó un total de diecinueve iniciativas de ley, en calidad de autor y de coautor, entre las que se encuentran las relativas a desarrollo comunal, entrada gratuita a los estadios en donde se efectúen campeonatos de fútbol y la obligatoriedad de las salas de cine y teatro de efectuar los días domingos en la mañana funciones para sectores más desfavorecidos, limitación de cantidad hectáreas a ser expropiadas, concesión de personalidad jurídica a la CUT, Fondo para la educación y extensión sindical, etc. Por otra parte, patrocinó diez Proyectos de Acuerdo, que junto a otros parlamentarios, abordó diversas materias, como por ejemplo, la asignación de ruralidad para maestros primarios, orientación del proceso de reforma agraria, y la defensa de la libertad de opinión e información producto del establecimiento de una cadena nacional de radioemisoras con carácter obligatorio y permanente e intervención de diarios y el no cumplimiento del Gobierno de la sentencia de la Corte Suprema declarando ilegal la intervención del diario La Mañana de Talca. Realizó treinta y tres intervenciones en Sala, donde interviene en el debate sobre la modificación de la Ley de Reforma Agraria, normas sobre la obtención de título profesional de profesor propietario, sobre contrato de trabajo del personal de las instituciones fiscales y municipales, guarderías infantiles, entre otras. 